# Dánia társadalma a középkorban

A dán állam elhelyezkedése Skandináviában a 13. század elején

A középkori Dánia társadalmi szerkezete Skandináviában sokáig mintaként szolgált, párhuzamosan azzal, hogy a kialakuló észak-európai országok közül Dánia volt a legnépesebb, politikailag és gazdaságilag a legfejlettebb, jóllehet Norvégiához és Svédországhoz képest sokkal kisebb területtel rendelkezett.
Az óskandináv törzsek és nemzetségek közül a későbbi dánok foglalták el a kor színvonalán legkedvezőbb gazdasági és közlekedési lehetőségekkel rendelkező területeket az Északi- és a Balti-tenger között, a Jylland-félszigetet, a zömében attól keletre fekvő szigettengert, valamint a mai Svédország legdélibb területeit.

## A korai dániai társadalom
A dán társadalom már a viking korban is változatosan tagolt volt, ami nyilván hosszabb fejlődés eredményként alakult ki. A források királyokat, előkelőket, szabad parasztokat, szolgákat említettek, de közöttük egyéb társadalmi csoportok is léteztek.

### Rabszolgák

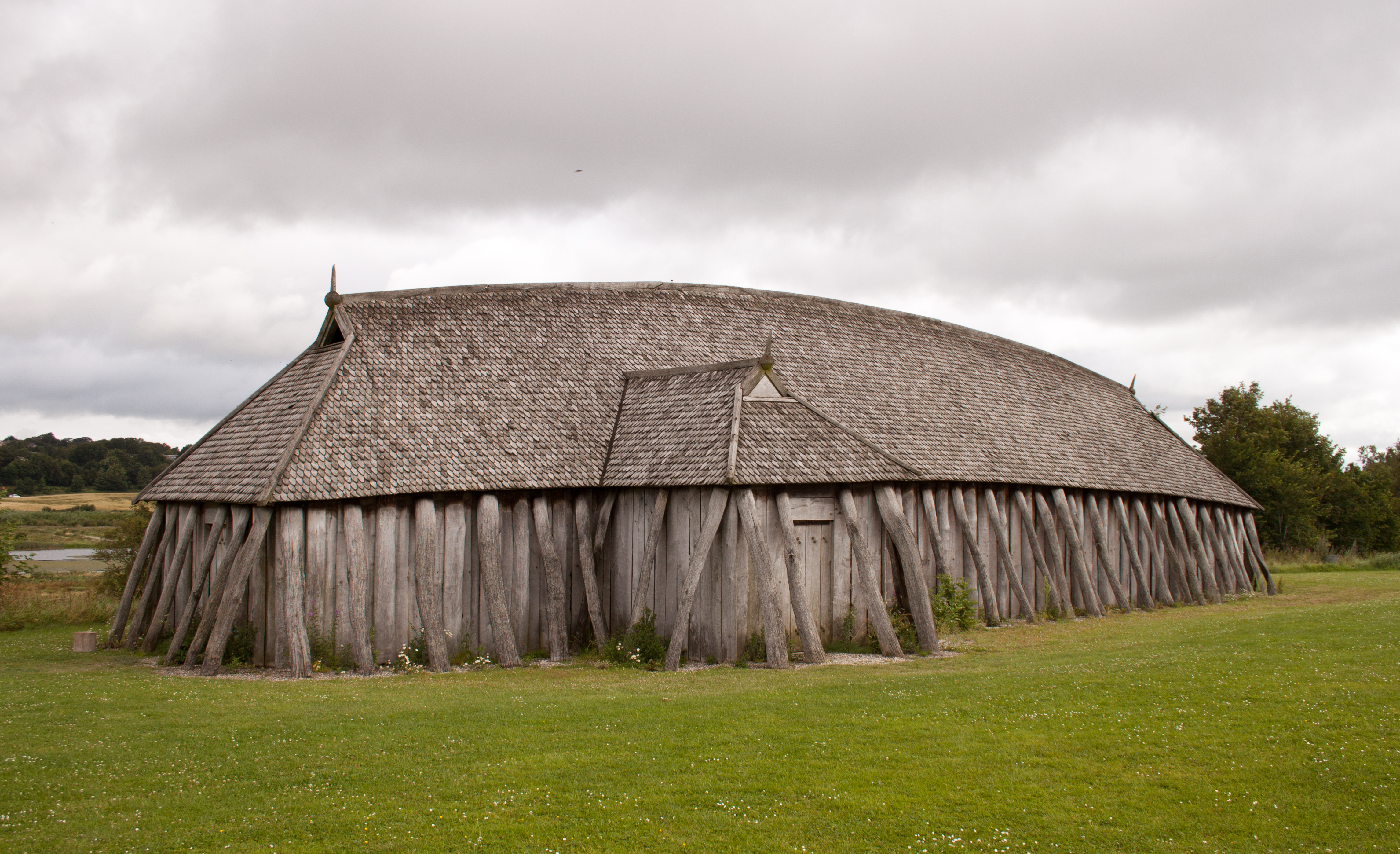
Rekonstruált viking kori hosszúház Fyrkat sáncvárában

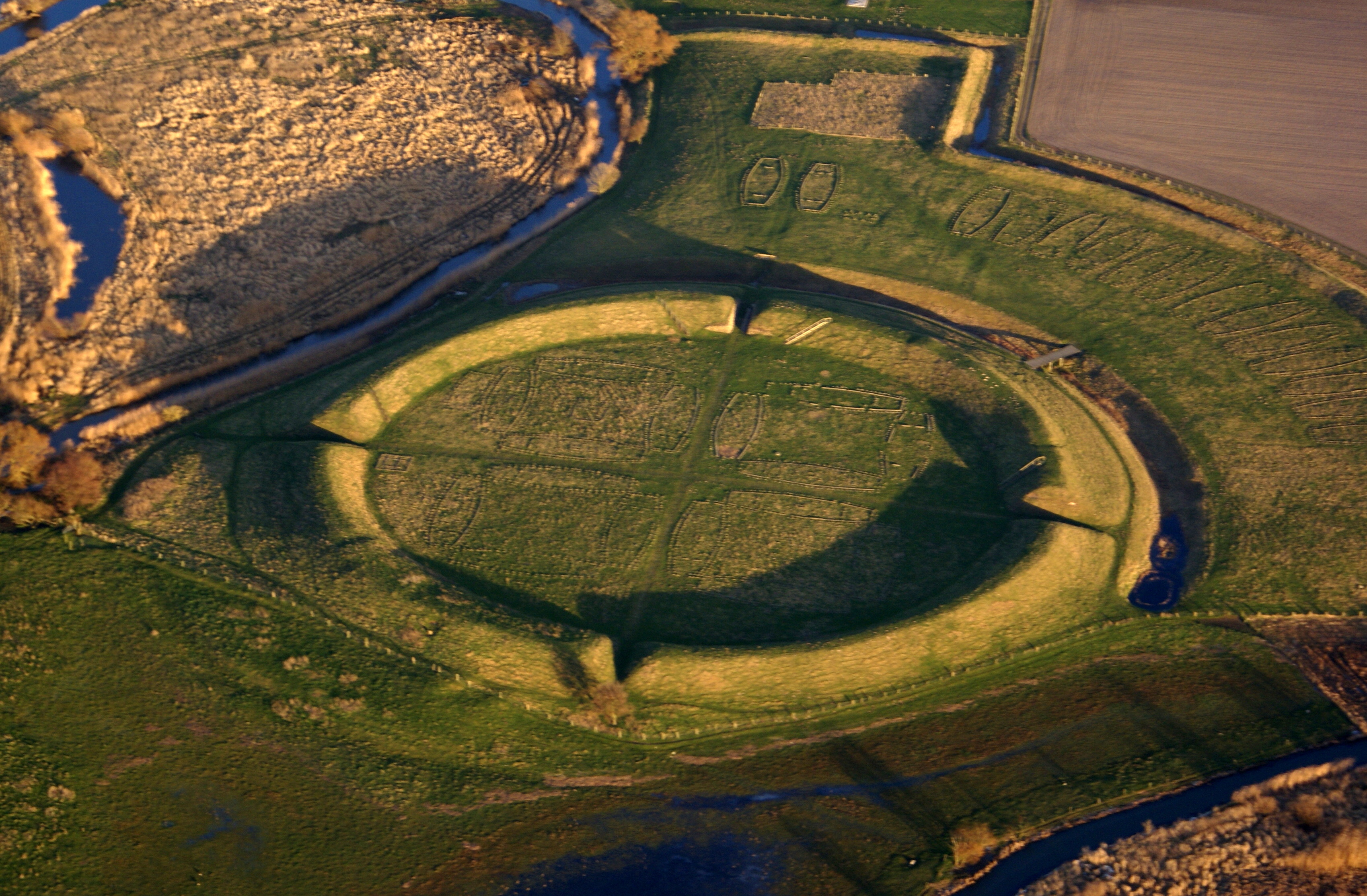
A trelleborgi viking kori erődítmény (rekonstrukció) légifelvételen

A társadalom alsó rétegét a szolgák (traelle, thrael, servi) vagy rabszolgák képezték, de ez a csoport is tagolt volt. Egyes szolgák például tarthattak fegyvert vadászatra, vagy uruk védelmére, katonai akciókra. Ha ők „hivatalos” harcban megöltek egy ellenséget, szabadságot kaptak. Szolgává adósság, adásvétel vagy fogság révén válhattak emberek, és a szolgák gyermekei is szolgák maradtak, anyjuk urának tulajdonává váltak. Sok viking hadjárat fő célja volt a rabszolgaszerzés. A rabszolgák ekkoriban Skandináviában is, csakúgy, mint egész Európában, a legfontosabb árucikkek közé tartoztak, áruk általában egy marha árához hasonló volt. Főleg a háztartásban és a ház körüli munkákban és a mezőgazdaságban alkalmazták őket.
A vagyonosabbak kifejezetten szolgákra alapozták gazdálkodásukat; gyakran leválasztottak néhány parcellát birtokukból, arra egy-egy szolgacsaládot ültettek, akik  terményhányaddal tartoztak uruknak, de a telket nem örökíthették. Az ily módon letelepített rabszolgák a telek tartozékává váltak.
Az óskandinávok (és általában a germán népek) ősi lakóhelyei a hosszúházak voltak, amikben egész nemzetségek laktak együtt. Ezek végében, az istálló után volt a rabszolgák szállása. Az előkelőket, vagyonosabbakat gyakran egyéb vagyontárgyaik között a szolgáikkal együtt temették el. A rabszolgák munkaerejét a központi királyi hatalom is felhasználta, amint erre a thrael/traelle tagokkal rendelkező helységnevek utalnak. Ezeken a helyeken általában munkatáborok voltak, ahol rabszolgákat is dolgoztattak. A Kékfogú Harald által építtetett Trelleborg nevű sáncvárak is ennek emlékei.
A rabszolgaság intézménye a kereszténység felvétele után is megmaradt, bár egy észak-jyllandi rúnakő tanúsága szerint már Istennek tetsző, jámbor keresztényi cselekedetnek számított a rabszolgák felszabadítása. II. Valdemár dán király idején viszont Andreas Sunesen lundi érsek skånei törvénykönyvében az szerepelt, hogy „ahol csak egy uraság megtalálja elszökött rabszolgáját, legyen az bár a király vagy az érsek színe előtt, jogában áll erős kézzel fogságba vetni”. A (rab)szolgaság intézménye Dániában és egész Skandináviában a középkorban végig fennmaradt.

### Félszabadok
A félszabadok (leti, liti, lati, lassi) helyzetét jellemzi, hogy a rabszolgáktól eltérően, akiknek csak áruk volt, mint más árucikkeké, a félszabadok megölése esetén vérdíjat (blodpenge)  kellett fizetni, ami általában a szabad ember vérdíjának fele volt. Ezt azonban nem rokonságuknak, hanem a királynak kellett fizetni. A félszabadok rétege a háborúban legyőzöttekből alakult ki, akiket nem hurcoltak el rabszolgának, hanem meghagyták korábbi lakóhelyén és földjén, adó fizetése és szolgáltatások fejében.  Nem költözhettek el, szabadokkal nem köthettek érvényes házasságot, illetve az ebből származó gyermek mindig anyja jogállását örökölte és anyjánál maradt. Ingatlanjaik felett sem rendelkezhettek, de ingóságaik felett igen. A középkori dán királyság idején röghöz kötött paraszti réteget alkottak.

### Szabad parasztság
A középkori dán (és általában a skandináv) társadalom gerincét a szabad parasztok (latin elnevezésük a kor dokumentumaiban ingenuus) alkották. Egyben ők jelentették az ország haderejének alapját is. A szabad, kisbirtokos parasztok széles rétege az egész középkor folyamán fennmaradt. Rendi képviseleti joguk is volt az országos rendi gyűlésen, ami az óskandináv népgyűlések (thing) gyakorlatából eredt.
A korai középkori Dánia néhány száz nemzetségi (aett) körzetből (herud, többes szám herreder) állt. Ezek a körzetek alkották az óskandináv társadalom alapját is, ezeknek a szinteknek a gyűlésein döntöttek a birói, jogi ügyekben a szokásjog alapján, ezek állították ki a fegyvereseket az uralkodó igényeinek megfelelően. A gyűléseken a szabad, fegyverforgatásra képes férfiak gyűltek össze, nekik volt „szavazati joguk”.
A termőföld ekkoriban általában családi-nemzetségi tulajdonként csak korlátozottan volt elidegeníthető, ehhez az egész családnak nyilvános eljárásban le kellett mondani a jogaikról. Ez a gyakorlat egészen a 13. század végéig fennmaradt.
A dán állam kialakulásakor Kékfogú Harald király az ősi herrederekbol úgynevezett sysslereket szervezett: három herreder alkotott egy hajó felszerelésére szolgáló, egyben katonaállító körzetet. Az itt élő szabad parasztok kötelesek voltak bizonyos számú fegyverest kiállítani és szállításukra hajót felszerelni. Ez volt az úgynevezett Ledung-kötelezettség. Később, a Valdemár-korban a Ledung kezdett átalakulni rendszeres állami adóvá, ami a középkor további részében a korona bevételeinek legnagyobb hányadát adta.
A késő középkorban, a 14-15. század folyamán a szabad parasztság létszáma és szerepe kezdett csökkenni. Az uralkodók a szabadokra kirótt Ledung-kötelezettségek és rendkívüli adók emelésével finanszírozták a hadi kiadásokat. Ez az adó tette lehetővé az új páncélos lovas zsoldos haderő létrehozását, ami egyébként Dániában más európai országokhoz képest későn került sorra (lovagi haderő pedig egyáltalán nem alakult ki).
1300 körül a szabad parasztok birtokolták a földek mintegy  25%-át, a koronáé volt 5%, a többi 70% az egyház és a nemesség tulajdonában volt, ezeken a birtokokon jobbágyok dolgoztak. A 14. század folyamán az egyházi és világi előkelők egyre több korábban szabad paraszti birtokot szereztek meg. A roskildei püspökség 1400 körül például már Sjaelland összes gazdaságának negyedét birtokolta. Számos kisbirtokos lemondani kényszerült tulajdonjogáról, egy-egy nemes fennhatósága alá húzódott, majd földjét évi járadék fejében, mint bérelte. Személyében szabad maradt, de földtulajdon hiányában elveszítette szabad paraszti státusát, és így nem kellett állami adót fizetni; a nemesi földtulajdon ugyanis adómentes volt.
A 13. század második felétől Dániában is egyre jobban éreztette hatását a kis jégkorszaknak is nevezett kedvezőtlen klímaváltozás. Csapadékos, hűvös időszak következett. 1303-ban és 1306-ban a Balti-tenger is befagyott. A terméskimaradások éhínséget okoztak. Ez is hozzájárult ahhoz, hogy a szabad parasztok lemondjanak földtulajdonukról, így kerülve el az állami adókat. A 14. század közepén jelentkező, majd többször ismétlődő pestisjárvány súlyosbította a helyzetet, aminek a népesség körülbelül harmada, azaz mintegy 250-300 000 ember lett az áldozata. A kevésbé termékeny területeken pusztásodás következett be, de a termékenyebb területek viszonylag gyorsan újra benépesültek. A pusztásodás Skandinávia legtermékenyebb vidékén, Skáne tartományban volt a legcsekélyebb.
Az uralkodók adóbevételei erősen csökkentek a szabad parasztság megfogyatkozása miatt, ezért megpróbálkoztak az előkelőkkel szemben a szabad parasztok pártjára állni, legalábbis, ami az adóalanyok védelmét illeti. Ez általában sok belpolitikai feszültséget generált, de egyéb eredményeket nemigen értek el.
1376-ban Margit királynő fia, Olaf nevében kiadott rendeletében rögzítette a szabad parasztság addigra kialakult helyzetét: eszerint a szabad parasztok a nemesek védelme és fennhatóság alatt álltak, de adóval, robottal és katonáskodással a koronának tartoztak. A nemesek, földesurak haszna abból származott, hogy a parasztok nem értékesíthették szabadon a terményeiket, hanem csak a földesuraikon keresztül (akik főleg a Hanzának adták azt tovább). A királyi adók és a földesúri kizsákmányolás nyomán a szabad parasztság egyre nagyobb része veszítette el földtulajdonát. Személyükben szabadok maradtak, de földet kellett bérelniük a nemesektől, és így könnyen személyi függésbe is sodródhattak. Ebben az esetben a földesúr számára is kellett robotot teljesíteniük, de gyakran még így is jobban jártak, mintha szabad parasztként adóztak volna a királynak.
A 15. század folyamán egyre több helyen került sor a kisebb bérlők röghöz kötésére, és a földesúr bíráskodási jogának bevezetésére fölöttük. A nagyobb földterületeken (15-65 hektár) gazdálkodó bérlők viszont maguk is igénybe vették a bérelt földjükhöz tartozó jobbágyok és zsellérek munkáját.
A paraszti társadalmat azonban mindvégig főleg személyükben szabad emberek alkották, ezért az időnkénti parasztmegmozdulások nem a földesurak, hanem sokkal inkább a korona és az egyház ellen irányultak. Ezek okai lehettek a magas adók, az egyházi tized, de a Hanza kereskedelmi politikája is. 1472-ben például Schleswig nyugati részén azért robbant ki parasztfelkelés, mert a Hanza viszályba keveredett a hollandokkal és emiatt kereskedelmi tilalmat rendelt el. I. Keresztély dán királynak szüksége volt a Hanza támogatására, ezért csatlakozott a Hollandia elleni embargóhoz, megtiltotta az oda irányuló gabona- és marhakivitelt, ami súlyosan érintette a parasztokat.

### A nemesség és a hatalom
Skandinávia egésze, és benne Dánia mentes maradt a feudum, a feltételekhez kötött birtokadomány rendszerétől, a szűk értelemben vett feudalizmustól, a föld mindig magántulajdonnak számított. Ez azonban távolról sem jelentette azt, hogy mindenki egyforma jogokkal rendelkezett volna. A lovas katonai szolgálatra képes szabadok például mentesültek egy sor különböző adó és kötelezettség alól. Őket idővel kezdték nemesnek tekinteni. Igazi hűbéri, vazallusi viszonyok csak Schleswigben alakultak ki. A nemesség előkelői azonban mindenütt igyekeztek gyarapítani birtokaikat, házassággal, vétellel, szabad parasztok „felajánlásával”, vagy egyszerű hatalmaskodással. A földbirtok azonban önmagában csak gazdagságot jelentett, hatalmi státust nem. A társadalmi hierarchiában elfoglalt hely alapvetően a betöltött tisztségektől függött. Már a korai középkorban létezett az ősi törzsi viszonyokból továbbfejlődő jarl méltóság, amelyhez nagyobb terület igazgatásának feladata járult. A 12. században német mintára a déli határoknál létrejött a hercegi tisztség. Ezt a méltóságot csak a királyi család tagjai tölthették be. A többi országos tisztség közül a marsall és a kancellár számított a legfontosabbnak. A marsall volt a királyság katonai vezetője, a kancellár pedig a kormányzatot vezette. A királyi udvarban az udvarmester volt a legfontosabb személyiség, gyakorlatilag a király helyettese; ő felelt a pénzügyekért, az udvar, a hadsereg, a flotta ellátásáért. Területileg a király által kinevezett nemesek által uralt várak és körzeteik alkották a hatalom szerkezetét. A várparancsnoknak fizetés, jövedelem járt, és gyakran tagja lehetett az országtanácsnak és/vagy a koronatanácsnak is.

### Területi szerkezet

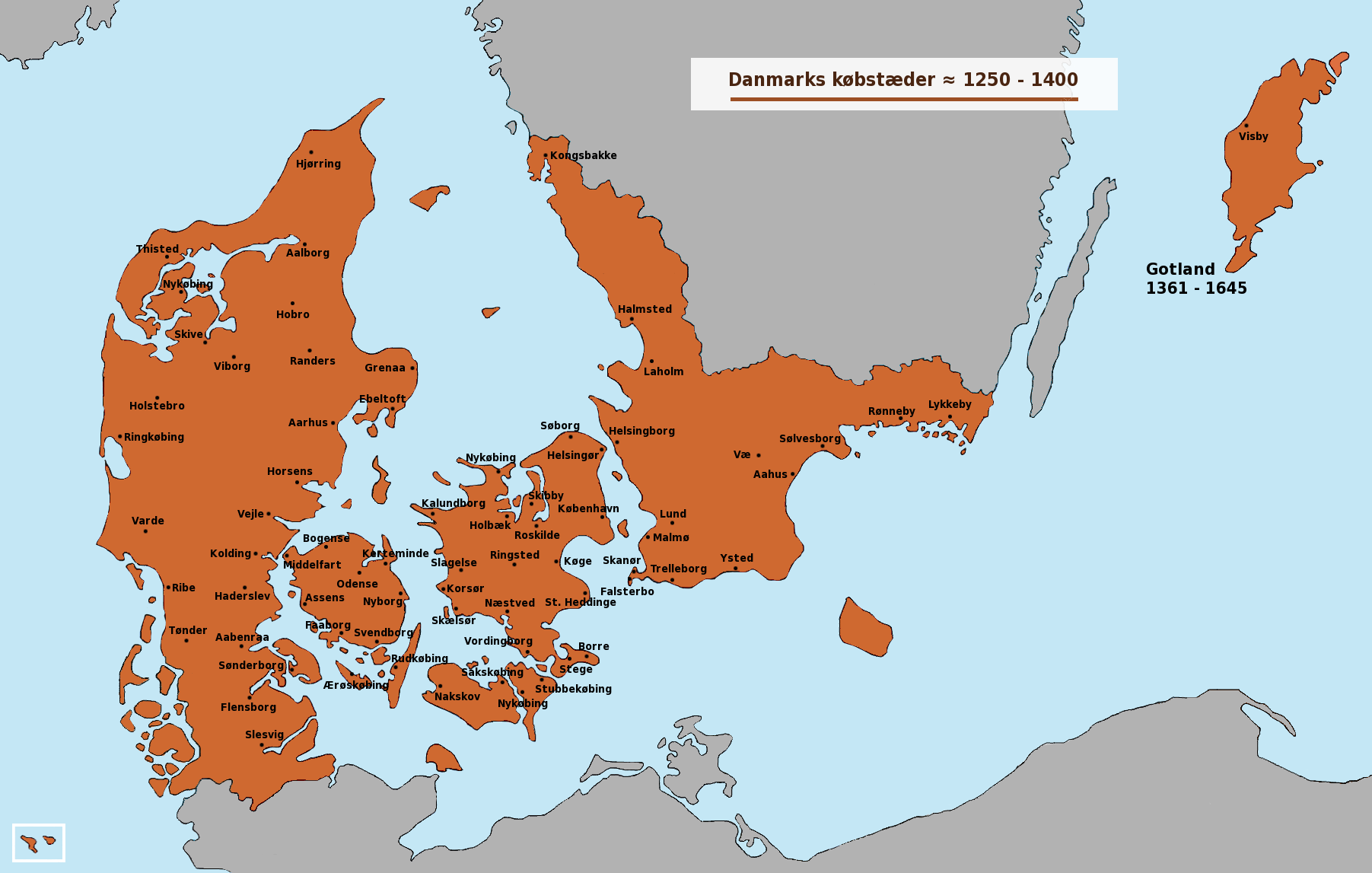
A középkori Dánia kereskedővárosai 1250 – 1400

A dán állam kialakulásának idejére három nagyobb térség különült el a szokásjogok változatai alapján: Jylland, Skåne és a szigetek. E tartományok gyűlésein (landthing) hozták meg az országos jelentőségű döntéseket, adott esetben beleértve az uralkodó megválasztását, a háború és a béke kérdéseit is. A jyllandi gyűlés állandó székhelye Viborg volt, a szigeteké Ringsted, Skåne tartományé pedig Lund. A vitás kérdéseket gyakran párviadallal (holmganga), vagy tűzpróbával (jarnburdr) döntötték el, azaz az istenek ítéletére bízták az ügyek eldöntését. A landthingek, mint egyfajta tartományi rendi gyűlések és bírósági intézmények, a középkorban végig megmaradtak. A kereszténység felvétele után egy előkelő, nemesi származású bíró (landsdommer) vezette a landthinget, ami a király és az országtanács döntéseinek megerősítő fóruma is lett. Az uralkodói rendelkezések csak akkor emelkedtek törvényerőre, ha Lund, Ringsted és Viborg gyűlései azt elfogadták.

### Központi hatalmi szervek
A landthingek felett nem állt országos rendi gyűlés. A királyságot nem egy rendi parlament jelenítette meg, hanem az országtanács. az úgynevezett Danehof, amely egyházi és világi előkelőkből, főméltóságokból állt. Rendesen évente egyszer hívta össze a király, mint a legfőbb törvényhozói és bírói fórumot. Az uralkodóknak garantálniuk kellett a Danehof rendszeres összehívását, ami politikailag a királyi tanács riválisa volt. 1377-ben I. Margit dán királynő végül elvette a Danehoftól a bíráskodási feladatokat, és azokat a királyi tanácsra ruházta. Az országtanács tagjait is a király választotta ki, csak az egyházi méltóságok voltak a Danehof állandó tagjai.
A kalmari unió létrejötte után megnövekedett a Danehof politikai súlya és hatalma. Pomerániai Erik trónfosztása és Bajor Kristóf megválasztása után az országtanács kormányozta az országot, testesítette meg magát a királyságot.

### Városok

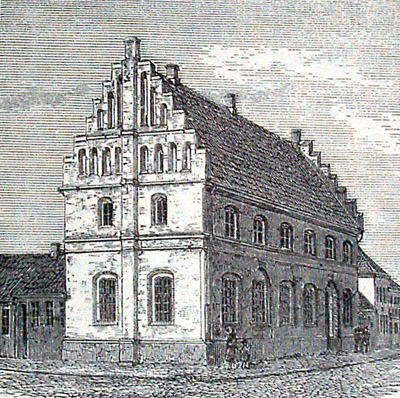
A ribei régi tanácsháza

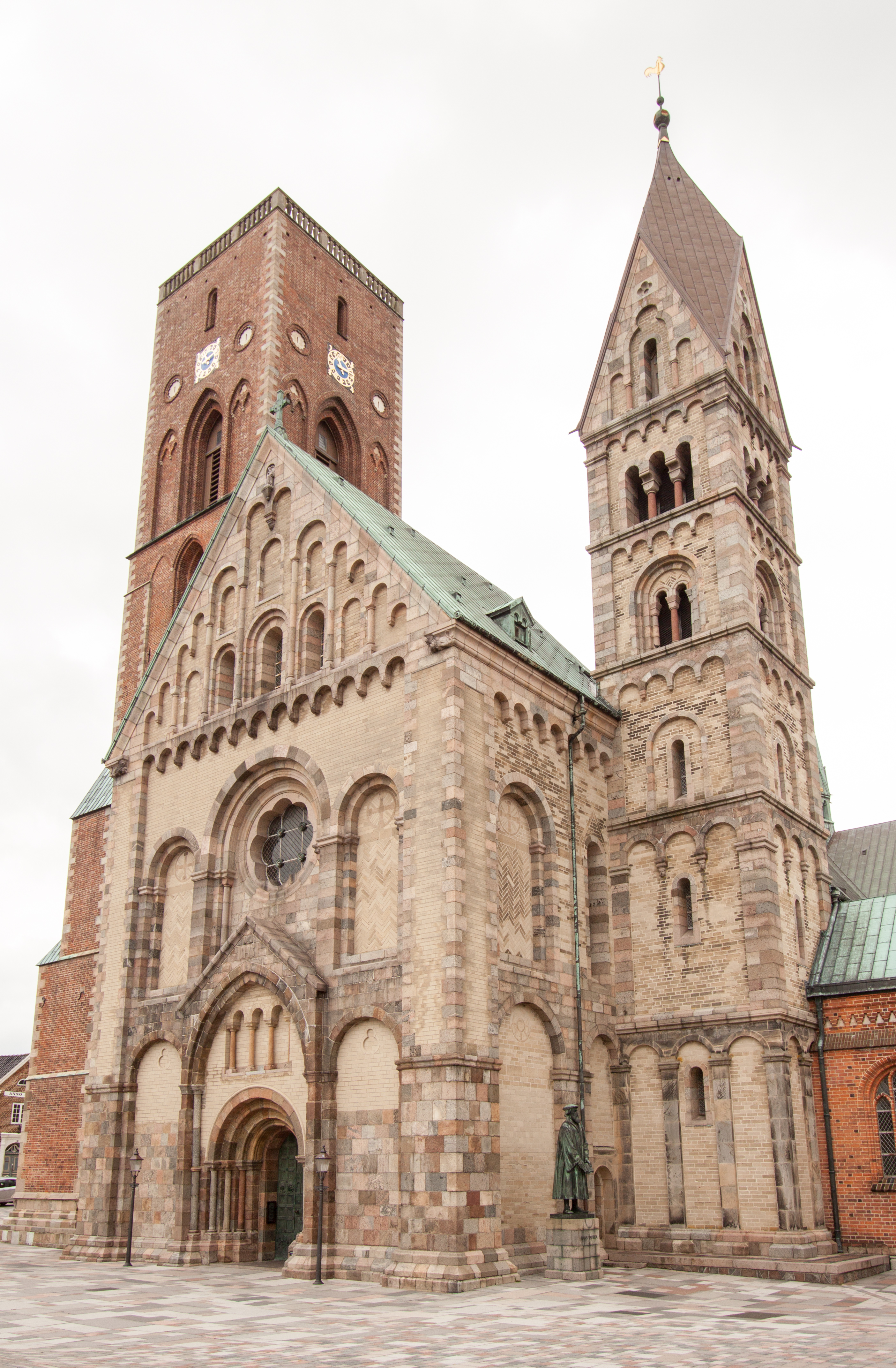
A ribei középkori dóm

A városlakók aránya csekély volt a parasztsághoz képest, bár már a viking korban kialakultak jelentős vásárhelyek, korai városok, mint a 9. században Hedeby, ami egy időre az egész északi világ legfontosabb kereskedelmi központja lett.  A 10. században a dán egységet megteremtő, a királyi hatalmat megszilárdító Gorm király majd Kékfogú Harald idején jött létre és erősödött meg Jylland nyugati partján Ribe városa, ami a kereszténység felvétele után is fontos központ maradt. A 11. században újabb városias települések alakultak ki, közülük a legfontosabb Viborg volt, ami a kora középkori dán országgyűlés színhelyévé lett. Óskandináv törzsi gyűlés színhelye volt eredetileg Odense, valamit Aarhus, Lund, Roskilde, Aalborg, Slagelse is, amelyek korai dán városokká fejlődtek. Ezek a kereszténység felvétele után egyházi központok is lettek, ami hozzájárult további fejlődésükhöz.
Brémai Ádám a 11. században arról írt, hogy Dániában sok a városias település. Ez a megállapítás azonban inkább csak arra vonatkozhatott, hogy Dániában a parasztság nagy része zártabb településeken, falvakban tömörült, ellentétben Svédországgal és Norvégiával, ahol a hatalmas területeken szétszórt tanyák, majorságok, udvarházak voltak a jellemzőek. A Valdemár-kortól azonban valóban megindult a városias települések fejlődése. A mai dán települések közül a -borg (vár) vagy -købing (vásár) végződésűek nagy részének története ekkoriban kezdődött. Dániában is, mint általában Skandináviában, a városokban sok német telepedett le, helyenként a lakosság többségét alkották, magukkal hozva az észak-német fejlődés bizonyos mintáit. II. Valdemár dán király korában  már mintegy 40 városias település volt az országban. Ezek azonban Nyugat- és Dél-Európa meglehetős önállósággal rendelkező városaihoz képest nem rendelkeztek komoly gazdasági erővel, kiváltságokkal; túlnyomórészt koronabirtokok voltak, királyi tisztviselők irányították őket. Csak a 13. század közepén kezdték a dán uralkodók engedélyezni, hogy néhány városban az úgynevezett lübecki jogot vezessék be, és így nagyobb önállóságra tehessenek szert. Ebben is nagy szerepe volt a beköltöző német polgároknak.
A dán városok átlagos lakossága a középkorban ezer fő körül mozgott; Koppenhága és Malmö (ekkoriban szintén dán fennhatóság alatt) csak a középkor végére érte el az 5-6000, illetve a 4500 fős lakosságot.

## Népesség, gazdaság

### Mezőgazdaság
A korai középkorban a lakosság gyarapodása szoros, közvetlen összefüggésben állt a mezőgazdaság eltartó képességének alakulásával. Dánia lakossága volt a legnagyobb a skandináv országok között a középkorban, a 10. század végén 600 000 körülire becsülik létszámukat, ami a 13. századra 800 000, a 14. század közepére pedig egymillió főre emelkedhetett. Az időjárás kedvezett a gabonatermelésnek, javult a földek eltartó képessége. A népesség növekedésével új és új földeket vontak művelésbe, erdőt irtottak, mocsarakat csapoltak le. Terjedt a háromnyomásos gazdálkodás is.
A 13. század második felétől kezdődő kis jégkorszak, a pestisjárványok, a belső és külső háborúk, a királyság 14. századi pénzügyi összeomlása véget vetettek a mezőgazdaság növekedésének, az új földek bevonásának, a belső kolonizációnak. Roskilde püspökség birtokain például a gabonatermelés 1330-1370 között 75%-kal esett vissza. A gazdasági válság egészen a 15. század második feléig tartott, és számos terület elnéptelenedésével járt. A késő középkori gazdasági változások a városokat erősítették és a földesurak ellenében. A munkaerőhiány miatt egyes vidékeken a szántóföldi művelésről szarvasmarha tartására tértek át. A 14-15. század fordulójától nagy marhacsordákat tereltek Dániából, Schleswigből és Holsteinből Németországba és Hollandiába.
A földművelés fő eszköze a korai középkorban a szimmetrikus könnyűeke volt, amivel hosszában és keresztben is meg kellett szántani a földet, majd fokozatosan elterjedt az aszimmetrikus eke, és ezzel a korábbi négyzet alakú szántókat felváltották a hosszú nadrágszíjparcellák. A fő termesztett gabona az árpa volt, de már a 9. századtól termeltek rozst és zabot is. A rozs jobban bírta a hűvös éghajlatot és jobb szalmája is volt.

### Kézműipar
Skandináviában már a viking korban fontos szerepük volt az iparosoknak, hiszen a hajóépítők, vasolvasztók, fegyverkovácsok, vitorlakészítők, kötélverők munkája elengedhetetlen volt. A sólepárlás azért is különösen fontos volt, mert a középkorban a só volt a legfontosabb tartósítószer. A kora középkori iparosok azonban általában saját gazdasággal is rendelkező parasztok voltak. Az önálló kézművesek csak a városok fejlődése nyomán jelentek meg, és nagy részük német
bevándorló volt. Német hatás érződött az építészetben is, számos új, kapcsolódó kisipari ágazat megjelenésével.

### Kereskedelem
A skandináviai kereskedelem már a viking korban fejlett volt. Nem csak a rablott javak jelentek meg a piacaikon, hanem távolabbi vidékek termékei is. A 10. században például a frízek textilárui Hedeby kereskedővároson keresztül eljutottak a Balti-tenger partvidékeire, délen pedig Kölnig, Mainzig, sőt a Felső-Rajna térségéig is. Feljegyzések szerint a Ruhr melletti Werden kolostor a 11. század elején évente 437 vég fríz posztót vásárolt. A kor egyik legfontosabb  árucikke a só volt, ebben is vezető szerepe volt a térségben a frízeknek, mivel a Balti-tenger alacsony sótartalma miatt nem volt alkalmas a sólepárlásra, rajtuk kívül csak a lüneburgi sókitermelés volt jelentős, az is inkább csak a 13. századtól. Az itteni sókereskedelmet Lübeck monopolizálta, Dániába is csak rajta keresztül juthatott el a só, ami elengedhetetlen volt a hering tartósításához.
A középkorban hering egyik legfontosabb ívási helye Skåne déli, délnyugati, valamint Jylland északkeleti partjaihoz közel feküdt. A heringhalászat július végétől november elejéig tartott. A 14. században évente már, modern mértékegységben, átlagosan 36 000 tonna heringet sóztak be. A sózás a 13. századtól terjedt el, 4-5 hordó heringhez 1 hordó sóra volt szükség. A hering hamarosan Dánia legfontosabb exportcikkévé vált, és jelentős szerepet kapott Nyugat-Európa nagy részének népélelmezésében, eljutott egészen Észak-Itáliáig. A 13. században évente körülbelül 750 halászhajó és 3500 halász tevékenykedett Skåne partjainál, majd ez a szám a következő századokban a két-háromszorosára emelkedett. A Hanza fokozatosan kezébe vette a dán halkereskedelmet. Kiváltságai között szerepelt, hogy a Hanzán kívüliek egy mai tonna halnál többet nem tartósíthattak, azaz nem kereskedhettek vele, csak a saját szükségletükre termelhettek.
A dán uralkodók viszonya a Hanzához mindig komplikált maradt. Az ország földrajzi helyzetéből fakadóan ellenőrizni tudta a Balti- és Északi-tenger közötti áruforgalmat, és a dán királyok igyekeztek is megvámolni a kereskedelmet, ez gyakran okozott konfliktusokat.

### Pénzügyek
Pomerániai Erik dán király 1429-ben a kereskedelem mellett az áthaladást is megadóztatta az Øresund szoroson. Minden hajónak 1 nobel összeget kellett fizetnie. Ez a vám 1857-ig létezett, és sokáig a dán korona legfontosabb bevételei közé tartozott.
Dániában a saját pénz verése Villásszakállú Svend idején kezdődött. Ezek voltak az első pénzérmék Skandináviában, amelyeken a király képmása szerepelt. Fia, Nagy Knut már számos pénzverdét működtetett, ilyenek voltak Lund, Roskilde, Ringsted, Slagelse, Odense, Ribe, Viborg és Ørbæk városaiban. Akkoriban az érméken még feltüntették a pénzverők nevét is. A korai dán pénzérméken a király képmása és keresztény jelképek mellett még pogány jelképek is előfordultak.
A 11. század végére ötre csökkent a pénzverdék száma: Lund, Tumatorp, Roskilde és Slagelse, Viborg. Az ekkor vert dénárok általában 0,8-0,9 grammot nyomtak. 10 dénár tett ki 1 örtugot, ami 8-9 grammos súlyegység és számolópénz volt. 3 örtug volt 1 öre (kb. 24 gramm), 8 öre pedig 1 márka. 1 öre így 30 dénárnak felelt meg. A pénzrontás Dániában is megjelent, már Szent Knut és utóda, Éhes Olaf idején elkezdődött, amikor 1 öre már nem 30, hanem 36 dénárt ért, így 1 örtug sem 10, hanem 12 dénár lett. A 12. században Dániában már évente, néha még gyakrabban új pénzt bocsátottak ki, a régit pedig bevonták. Ez önmagában a vert pénz egy év alatti 25%-os leértékelődésével járt. A dán püspökök is verettek pénzt a német egyházi fejedelmek mintájára, főleg a 13. századtól.

## Egyházszervezet

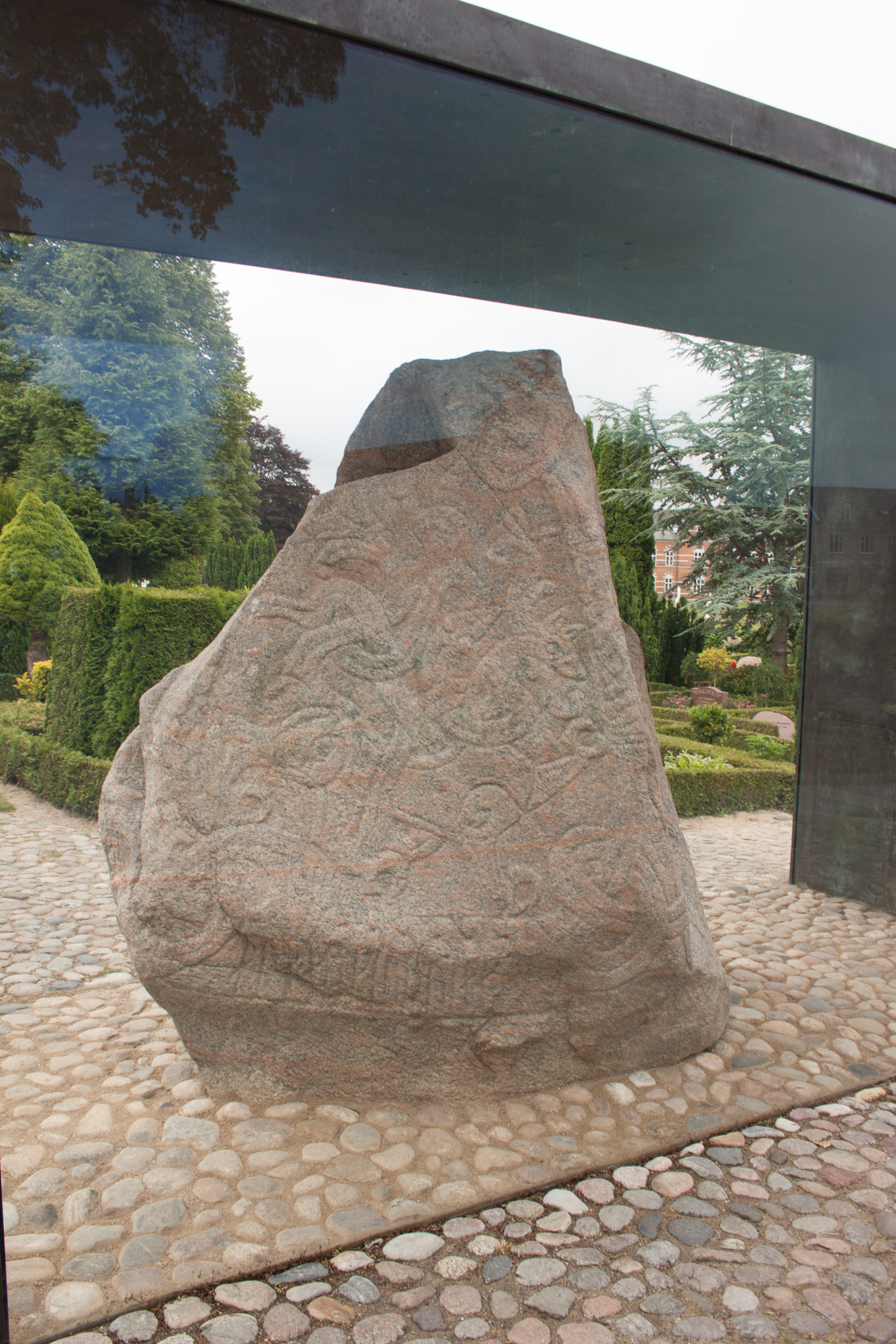
Kékfogú Harald rúnaköve Jellingben

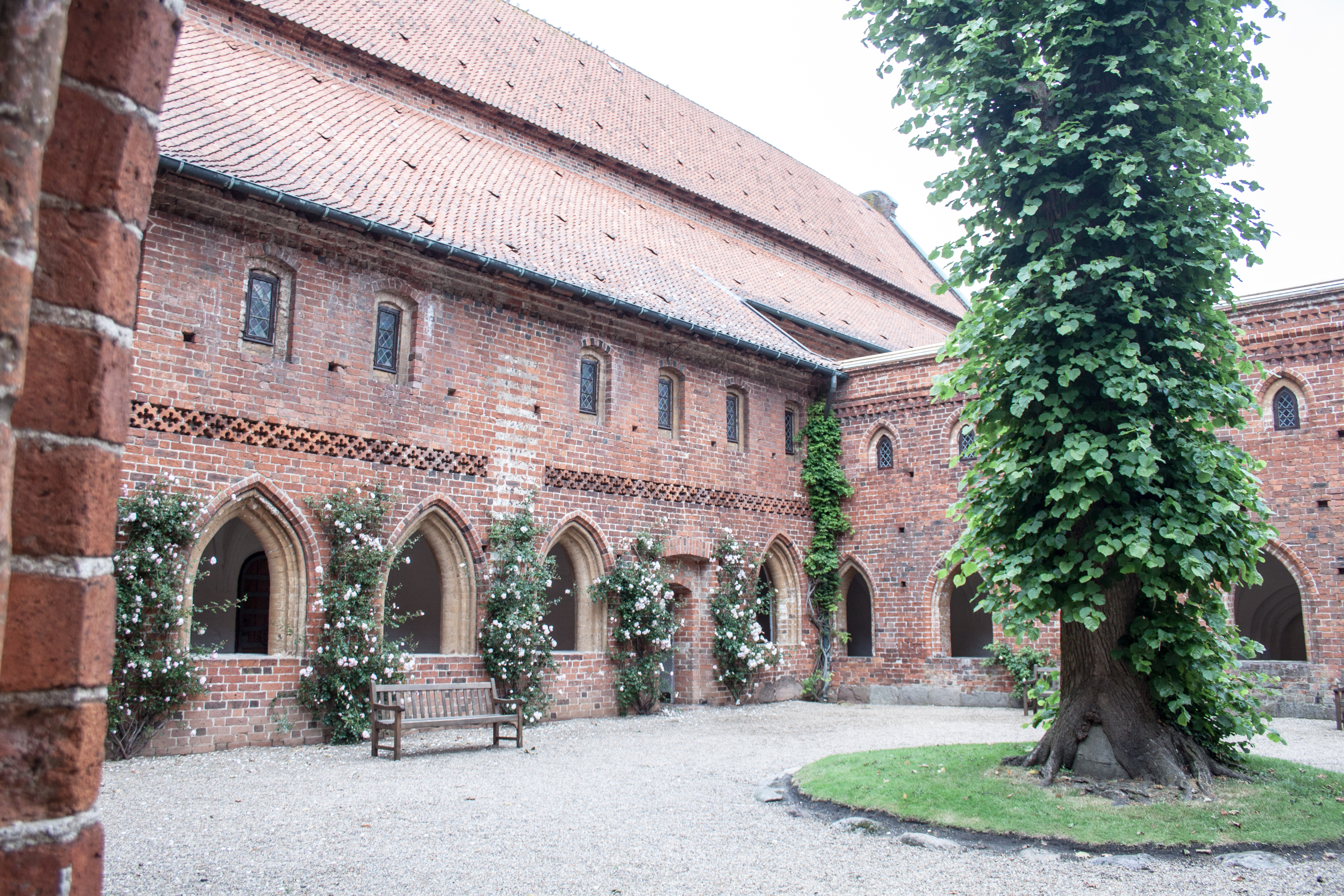
A ribei Szent Katalin-kolostor

A kereszténység Dániában a 9. század első felében jelent meg. Jámbor Lajos császár megbízásából Ebo, Reims érseke kezdett hozzá a pogány dánok megtérítéséhez. 826-ban sikerült elérnie, hogy Harald Klak, a frankok által támogatott trónkövetelő felvegye a keresztséget; azonban ez nem Dániában, hanem a Karolingok birodalma területén történt, így a dán társadalomra nem volt hatással.
A kereszténység dániai terjesztése sokkal inkább Ansgar hamburg-brémai püspök nevéhez fűződik, aki elérte I. Horik korai dán királynál, hogy templomot építhessen Hedebyben. Később, II. Horik idején már több dán tért át a kereszténységre, de a régi, pogány hit uralma a társadalomban még túlnyomó volt. Brémai Ádám krónikájában említ két Odinkar nevű klerikust, akik keresztényként is megtartották a pogány hitvilágra utaló nevüket.
Widukind szász krónikaíró szerint Kékfogú Harald király is úgy vált kereszténnyé, hogy egy Poppo nevű keresztény pap izzó vasat vett kezébe, ezzel a pogány tűzpróbával bizonyítva, hogy Krisztus hatalmasabb a germán isteneknél.
Az e korbóI fennmaradt nagyobbik jellingi rúnakő szerint Kékfogú Harald a maga érdemének tulajdonította a kereszténység bevezetését. Alapvetően azonban német uralkodó volt az, aki politikai befolyásának növelésére megalapította az első dán püspökségeket (Schleswig, Ribe, Aarhus). A Német-római Császárság létrejötte (962) után a dán királyok már nem zárkózhattak el a kereszténység felvételétől, és ezzel együtt a császár előtti hódolattól, de a politikai megfontolások maradtak az elsődlegesek számukra. II. Knut dán király, Anglia meghódítója már meggyőződéses, buzgó keresztény volt, de ő is igyekezett lazítani a német birodalmi egyházszervezethez fűződő kapcsolatokon, Hamburg-Bréma helyett Canterbury egyházi irányítása alá akarta helyezni a dán püspökségeket, többek között Wulfstan yorki érsekre támaszkodva.
II. Svend dán király csak nőágon kötődött a Jelling-házhoz, ezért legitimitásának erősítése érdekében fokozottan támaszkodott az egyházra. Azt szorgalmazta, hogy Dánia a császárság helyett a pápaság hűbérese legyen. Ekkor épült ki a dán egyházi szervezet, a nyolc egyházmegye Schleswig, Ribe, Aarhus, Viborg, Vendsyssel, Odense, Roskilde, Lund központokkal. Már II. Knut bevezette a tizedfizetés kötelezettségét. I. Erik dán király Rómába is elzarándokolt, hogy bátyját, IV. Knutot szentté avassák, Lundot pedig érsekséggé emeljék (1103), ezzel létrehozva Dánia egyházi függetlenségét. A kereszténység terjedése átalakította a dán társadalom mindennapi életét is a böjtök bevezetésével, a poligámia eltörlésével, a vasárnapi munkaszünet és az istentiszteletet kötelezővé tételével.
A 12. században Dánia keresztes háborúk gyanánt nagy szerepet vállalt a balti-tengeri pogány szlávok elleni küzdelmekben, melyek az ország területi gyarapodását is szolgálták. A dán királyok egy ideig támogatták a gregoriánus egyházreformot., de I. Valdemár politikai okokból Barbarossa Frigyes mellé állt és szembefordult Rómával. Ezzel Dániában is kiéleződött az állam és az egyház közötti viszony, de ezt hamarosan sikerült rendezni. Valdemár kiegyezett a gregoriánus irányzattal, elismerte III. Sándor pápát, aki pedig szentté avatta a dán király apját, Knut Lavardot, és utasította a lundi érseket, kenje fel és fiával együtt koronázza meg Valdemárt. (Korábban a dán királyok trónra lépéséhez nem kapcsolódott egyházi felkenés és koronázás). A pápa továbbá keresztes hadjáratra szólított fel az észtek ellen, ami megfelelt az ottani dán terjeszkedési szándékoknak.
IV. Erik korától a dán uralkodók egyre gyakrabban kerültek szembe a nagy önállóságra, vagyonra és hatalomra törekvő és szert tevő dán klérussal, amit időnként fegyveres konfliktusok is jelezek. A dán királyi hatalom meggyengülése sem használt azonban az egyháznak, mert az anarchikus állapotok miatt az egyház kiváltságai és a tized beszedése is veszélybe került. Ez is közrejátszott abban, hogy  1322-ben a lundi érsek állt az élére annak a politikai, rendi törekvésnek, ami eredményeképpen Magnus Eriksson svéd király Skåne tartományt, ami a dán királyok adóssága fejében a holsteini grófok birtokába került, kiváltotta a zálogból és ezzel a dán királyság egyik legértékesebb tartományát a svéd koronához csatolta. Ugyancsak a holsteini grófokkal szembeni rendi összefogás nyomán lépett trónra 1340-ben IV. Valdemár dán király, akit azonban nem koronáztatta meg magát. Számára a rendek választása volt legitimitásának alapja (Vox populi, vox dei) és nem az egyház, különösen mert Lund érseke volt az élharcosa Skåne elcsatolásának.
Az egyházi koronázás mellőzésével IV. Valdemár nagyobb mozgásteret szerzett magának az egyházzal szemben. A püspökök a királyi kíséret tagjai lettek, udvari-katonai szolgálattal
tartoztak. Így az egyházi birtokok is közvetett királyi felügyelet alá kerültek. Ennek ellensúlyozására Valdemár keresztes fogadalmat tett. 1364-től azt is elérte az avignoni pápaságnál, hogy ő nevezhette ki a kanonokokat is Dániában. A pápa állandó pénzhiányára alapozva azt is elérte, hogy VI. Kelemen pápa adót szabott ki a dán egyházra, amit fele-fele arányban kellett fizetni a Szentszéknek és a koronának. A későbbi pápák és királyok ezt az adót egyre emelték, ami oda vezetett, hogy 1434-ben a dán egyház is csatlakozott a királlyal szembeni általános elégedetlenséghez, ami végül VII. Erik dán király trónfosztásához vezetett.

## Művelődés, kultúra
A dán területeken csakúgy, mint Észak-Európa nagy részén már évszázadokkal a viking kor előtt használták a rúnaírást. Leggyakrabban arra alkalmazták, hogy emléket állítsanak valakinek. Dániában a legtöbb rúnakő a 950-1050 közötti időszakból származik, és legsűrűbben Skåne délnyugati területén és Kelet-Jyllandon fordulnak elő, rajtuk pogány és keresztény tartalmak egyaránt előfordulnak. Ez a gyakorlat a 12. századra szűnt meg, a rúnaírást felváltotta latin betűs írás.
A korai dán irodalom legelterjedtebb alkotásai a sagák voltak csakúgy, mint Skandinávia más vidékein. A legismertebb dán saga, a Knytlinga saga csak a 13. század végén keletkezett. A másik ismert saga, a Danske Rimkrönike a középkor végén, 1495-ben született, és egy Koppenhágában letelepedett németalföldi nyomdász adta ki. A sagák a korabeli szórakoztató irodalom részét képezték, a történeti hitelességre nem fordítottak figyelmet.
A prózai sagák mellett a középkori irodalom másik műfaját a hősköltemények alkották, amik az ősi északi versmérték alapján épültek fel. Az ősi dán történelem egy epizódjának emlékét őrzi a legismertebb hősköltemény, a Beowulf-ének. További forma volt a kortárs eseményeket megörökítő skaldikus versek műfaja. Az 1020 körül született Lidsmannaflokkr-versek például I. Knut 1015-1016-os angliai győzelmét és az azt megelőző háborúkat örökítették meg.
A 12. században Szent Knut valamint a szintén szentté avatott Knut Lavard kultuszával összefüggésben a latin nyelvű irodalom is megjelent Dániában, először hagiográfiai alkotások születtek.
A középkori dán történetírás központja az 1140-es évektől Lund, az érseki székhely volt, ahol a legkorábbi évkönyvek (Annales Lundenses) készültek. Ugyancsak az 1140-es években egy névtelen roskildei szerzetes írta az első latin nyelvű dán történeti krónikát, az úgynevezett Roskildei Krónikát (Anonymi Roskildensis Chronica Danicum. Ez Harald Klak 826. évi megkeresztelkedésétől 1138-ig tekintette át a dán történelmet.
A 12. század végén felvirágzott a dán történetírás, egyidejűleg alkotott Sven Aggesen, Saxo Grammaticus és Wilhelm von Aebeholt. Sven Aggesen a jyllandi Thurgot-klánnak volt a tagja, amelyből az első két lundi érsek, Ascer és Eskil is származott. Részt vett VI. Knut dán király 1185. évi, a pomerániai szlávok elleni hadjáratában és I. Bogiszláv pomerán fejedelem meghódoltatásában. Az általa írt Historia 20 fejezetben foglalta össze a Kékfogú Harald korától Niels dán királyig terjedő időszakot.
Wilhelm Sjælland szigetén alkotott az Aebeholt ágostonrendi kanonokrend apátjaként. Ő írta a Geneologia regum Danorum című művet. A legrészletesebb középkori dán történeti munka Saxo Grammaticusé volt, a Gesta Danorum.
A dán törvénykönyveket a népi dán nyelven kodifikálták, mivel azoknak nagy jelentősége volt a mindennapokban. A legkorábbi az 1203-1212 között összeállított, 225 cikkelyből álló skånei joggyűjtemény volt (Skånske Lov), latin változatának neve Lex Scaniae provincialis liber legis Scaniae. A dán területek ősi külön jogrendszerei utóhatásaként az 1220-30-as években külön joggyűjteményt kaptak a szigetek (Valdemars saellandske Lov), majd 1241-ben Jylland (Jyske Lov). A király és korona számára járó szolgáltatások, kötelezettségek, a korona privilégiumainak és bevételeinek első országos összeírása, a Jordebog avagy Liber Census Daniae 1231 táján készült.
A felsőfokú képzésre a jog iránt érdeklődő diákok Bolognába, illetve a teológusnak tanulók Párizsba utaztak. A dán hallgatókat az angol „natioba” sorolták. A 14. században már németországi, csehországi és lengyelországi egyetemek is megnyíltak a dán diákok előtt, végül 1479-ben Koppenhágában is alapítottak egyetemet.
A könyvnyomtatás Dániában gyorsan megjelent. A Rostockból érkezett nyomdász, Johann Snell az 1470-es években nyomtatta Odensében az első dán nyelvű könyvet. A dániai egyház számára szükséges könyvek nagy részét azonban Lübeckben nyomtatták.

## Kapcsolódó szócikk
- Norvégia társadalma a középkorban
- Svédország társadalma a középkorban